# Opel Sintra
L'Opel Sintra è un'autovettura monovolume di grandi dimensioni, prodotta dalla casa automobilistica tedesca Opel dal 1996 al 1999.

## Profilo e storia
Fin dall'inizio degli anni novanta, varie case automobilistiche nel mondo sembravano essersi rese conto di essere in ritardo su alcune tendenze di mercato dell'epoca, prima fra tutte quella dell'autovettura monovolume, che in Europa era praticamente rappresentata solo dalla Renault Espace, modello capostipite di tale segmento. Fu così che, benché in ritardo, ebbe inizio una sorta di "corsa alla monovolume" da parte di svariate Case europee, spesso prodotte in joint-venture con altre Case, come accadde per il Gruppo Fiat ed il Gruppo PSA, oppure come fu per la Volkswagen e la Ford. Altre Case, come per esempio quelle giapponesi, che avevano già delle monovolume in listino in madrepatria, si limitarono semplicemente ad importarle in Europa.
La General Motors, titolare di vari marchi automobilistici nonché della stessa Opel, era in realtà già presente in Europa con un modello di tale tipologia, vale a dire la Pontiac Trans Sport, monovolume dalle linee avveniristiche, che però non aveva avuto molto successo nel vecchio continente. Il colosso americano non si arrese e provò a commercializzare un nuovo modello, ma con il marchio Opel, che sembrava essere più digeribile dal pubblico europeo, partendo proprio dal pianale, e in parte anche dalla carrozzeria, della Trans Sport.
La nuova vettura fu lanciata nel 1996 con il nome di Sintra, dall'omonima città portoghese, e venne assemblata negli stabilimenti americani di Doraville, Georgia (Stati Uniti d'America), assieme alla "sorella britannica", la Vauxhall Sintra ed alle gemelle d'oltreoceano, la Chevrolet Venture, la Oldsmobile Silhouette, la Buick GL8 e la Pontiac Montana, che andò a rimpiazzare proprio la Trans Sport.
Rispetto alle versioni statunitensi, che montavano motori V6 da 2.5, 3 e 3.4 litri, per la Sintra si scelse di utilizzare motori provenienti dalla consueta produzione Opel. La vettura fu così disponibile, inizialmente, con due motorizzazioni, entrambe a benzina: un 4 cilindri da 2.2 litri ed un V6 da 3 litri. Le prestazioni al momento del lancio erano le migliori tra le monovolume di grandi dimensioni; l'auto, a dispetto della mole, vantava un'agilità molto elevata, al punto che durante le prove su strada venne definita Un peso massimo che danza sul ring.
La Sintra ottenne però uno scarso successo: prima di tutto, era rifinita non molto bene e la qualità dei materiali lasciava a desiderare, essendo inferiore ai normali standard della Opel. In secondo luogo, fattore ancora più importante, si dimostrò inaffidabile per quanto riguarda la sicurezza, una pecca non irrilevante per un'auto di tali dimensioni: nei crash test di sicurezza passiva dell'Euro NCAP riportò solo 2 stelle e mezza di valutazione, perché dopo un impatto il corpo della vettura si deformava molto facilmente, e questo comportava seri rischi per gambe e torace di conducente e passeggero anteriore, anche a causa dello scarso collassamento del piantone dello sterzo.
Nel 1998 venne aggiunta alla gamma una versione a gasolio, dotata di un motore da 2.2 litri turbodiesel ad iniezione diretta, che è stata prodotta per un solo anno ed in soli 394 esemplari.
La Sintra fu tolta di produzione nel 1999; rimane tuttora l'unico modello prodotto da Opel nel settore delle monovolume di grossa taglia. Il vuoto lasciato fu parzialmente colmato dall'arrivo della prima generazione della Zafira, che però, nonostante le grosse dimensioni e i sette posti, appartiene ad una fascia inferiore.

## Motorizzazioni
| Opel Sintra |                    |                |                          |                  |                |                         |
| Modello     | Anni di produzione | Cilindrata cm³ | Potenza                  | Coppia           | 0–100 km/h (s) | Velocità massima (km/h) |
| 2.2 16v     | 1996-99            | 2198           | 104 kW (141 CV)/5400 RPM | 202 N·m/2600 rpm | 12"7           | 181                     |
| 3.0 V6 24v  | 1996-99            | 2962           | 148 kW (201 CV)/6000 RPM | 260 N·m/3600 rpm | 10"8           | 201                     |
| 2.2 DTI 16v | 1998-99            | 2171           | 85 kW (115 CV)/4300 RPM  | 260 N·m/1300 rpm | 14"5           | 175                     |